# Thibaud Poigt
Thibaud Poigt (né en 1989) est un archéologue français.

## Biographie
Thibaud Poigt est docteur en archéologie protohistorique, titulaire d'une thèse réalisée au sein de l'Université Toulouse-Jean-Jaurès.

## Distinction
- 2022 : Lauréat du Prix européen d'archéologie Joseph Déchelette